# Jüdischer Friedhof (Soroca)
Koordinaten: 48° 9′ 32,6″ N, 28° 16′ 39,5″ O
Der Jüdische Friedhof Soroca liegt in Soroca, einer Stadt im Rajon Soroca im Nordosten der Republik Moldau. Auf dem jüdischen Friedhof befinden sich ca. 25.000 Grabsteine.